# Maison natale de Vladimir Glavaš
La maison natale de Vladimir Glavaš (en serbe cyrillique : Кућа Владимира Главаша у Новом Бечеју ; en serbe latin : Kuća Vladimira Glavaša u Novom Bečeju) est située à Novi Bečej-Vranjevo, dans la province de Voïvodine et dans le district du Banat central, en Serbie. Elle est inscrite sur la liste des monuments culturels de grande importance de la république de Serbie (identifiant no SK 1183).
La maison abrite aujourd'hui le musée régional Glavaševa kuća de Novi Bečej,.

## Présentation

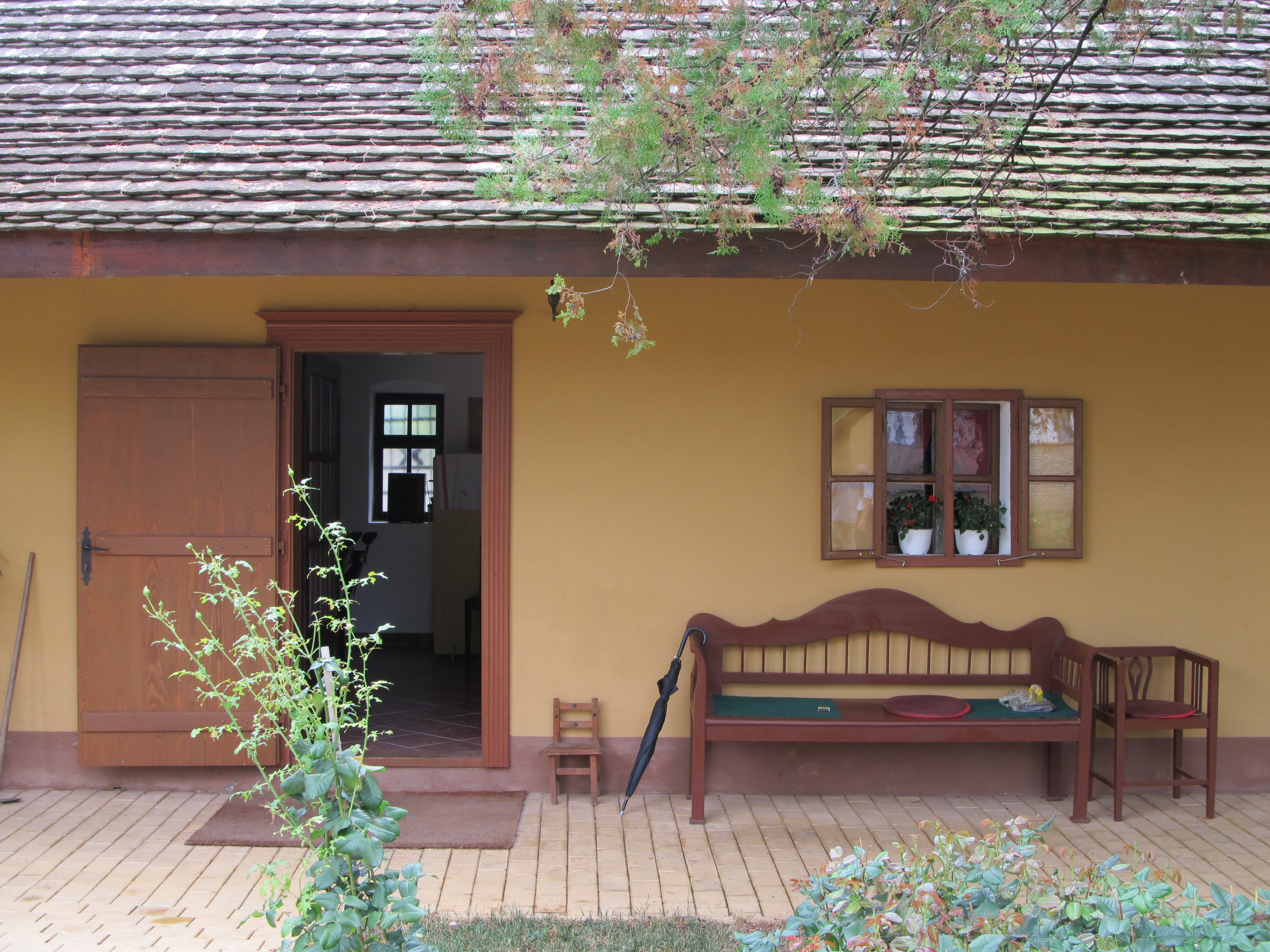
Vue de la façade sur cour.

La maison, située 69 rue Josifa Marinkovića, a été construite au début du XIXe siècle et est caractéristique des riches demeures édifiées à cette époque à Vranjevo, aujourd'hui un quartier de Novi Bečej. Par son style, elle appartient à l'architecture Biedermeier, une variante du style néo-classique,.
Elle est constituée d'un simple rez-de-chaussée et forme un angle aligné sur les rues Marinkovića et Markovića ; avec la cour, l'ensemble s'inscrit dans un plan rectangulaire. Les façades sont rythmées par des pilastres espacés de manière irrégulière entre lesquels se trouvent des fenêtres dépourvues de décoration ; sous ces fenêtres se trouvent des rectangles en plâtre où s'inscrivent un triangle ; sous le toit court une corniche sobrement moulurée ; sur la façade longitudinale s'ouvre un grand portail en bois. Le toit à deux pans, recouvert de tuiles, est doté de pignons biseautés de telle sorte que la pointe est remplacée par une forme trapézoïdale. Sous le bâtiment se trouve une cave voûtée en berceau.
Une plaque commémorative sur la maison porte une inscription : « Ici est né Vladimir Glavaš, le grand bienfaiteur national, 1834-1909 »,. Glavaš, juriste, membre honoraire de la Matica srpska, célibataire, mort sans enfants, a légué ses biens à l'Église orthodoxe serbe ; il avait fréquenté des Serbes éminents de son temps comme Jovan Jovanović Zmaj, Svetozar Miletić ou Đura Jakšić.
La maison, aujourd'hui transformée en musée, a conservé de nombreux éléments de sa décoration Biedermeier d'origine, grilles, serrures, clés, papier peint et décoration murale ainsi que des meubles et des portraits, dont certains ont été peints par Nikola Aleksić.

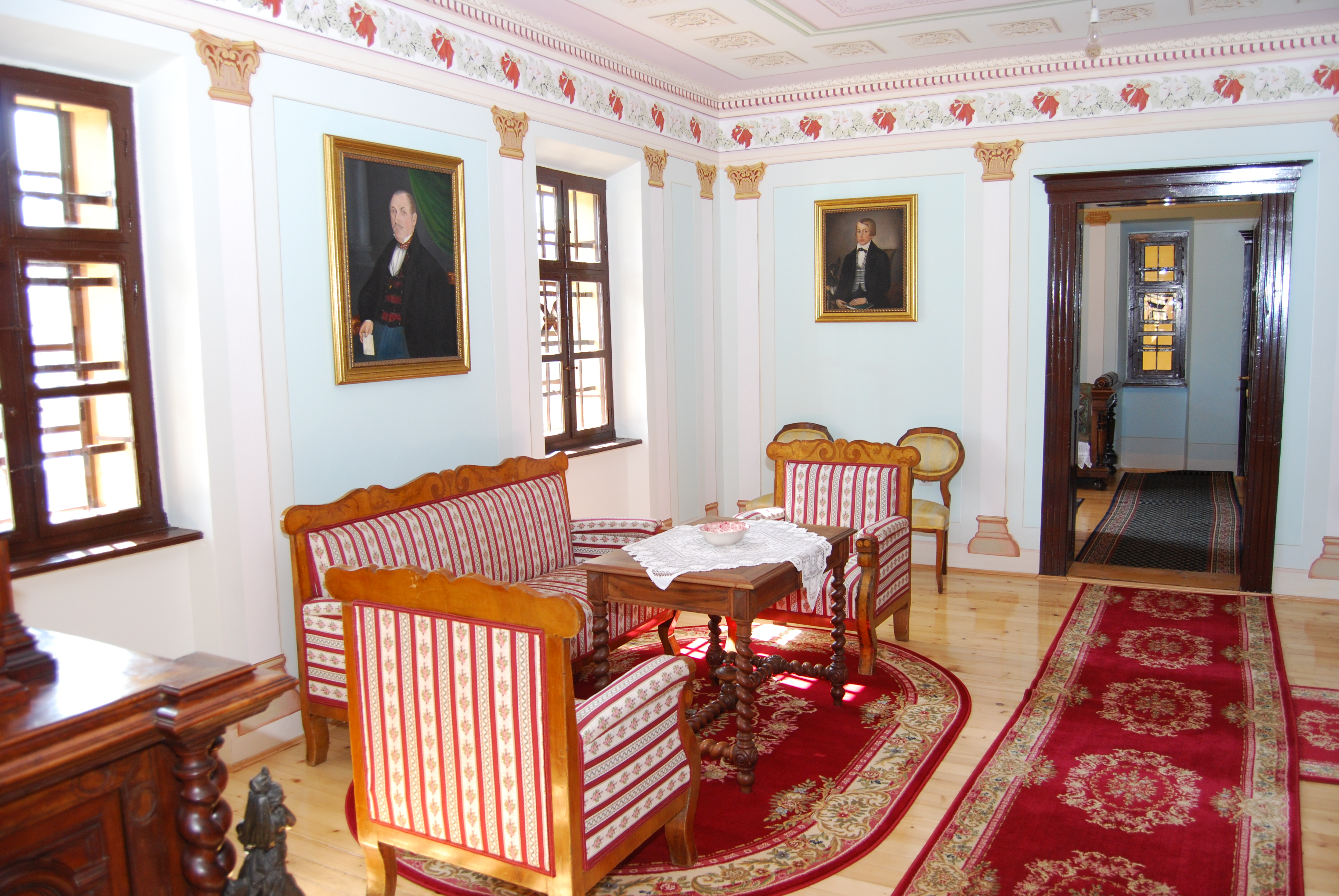
Le salon.
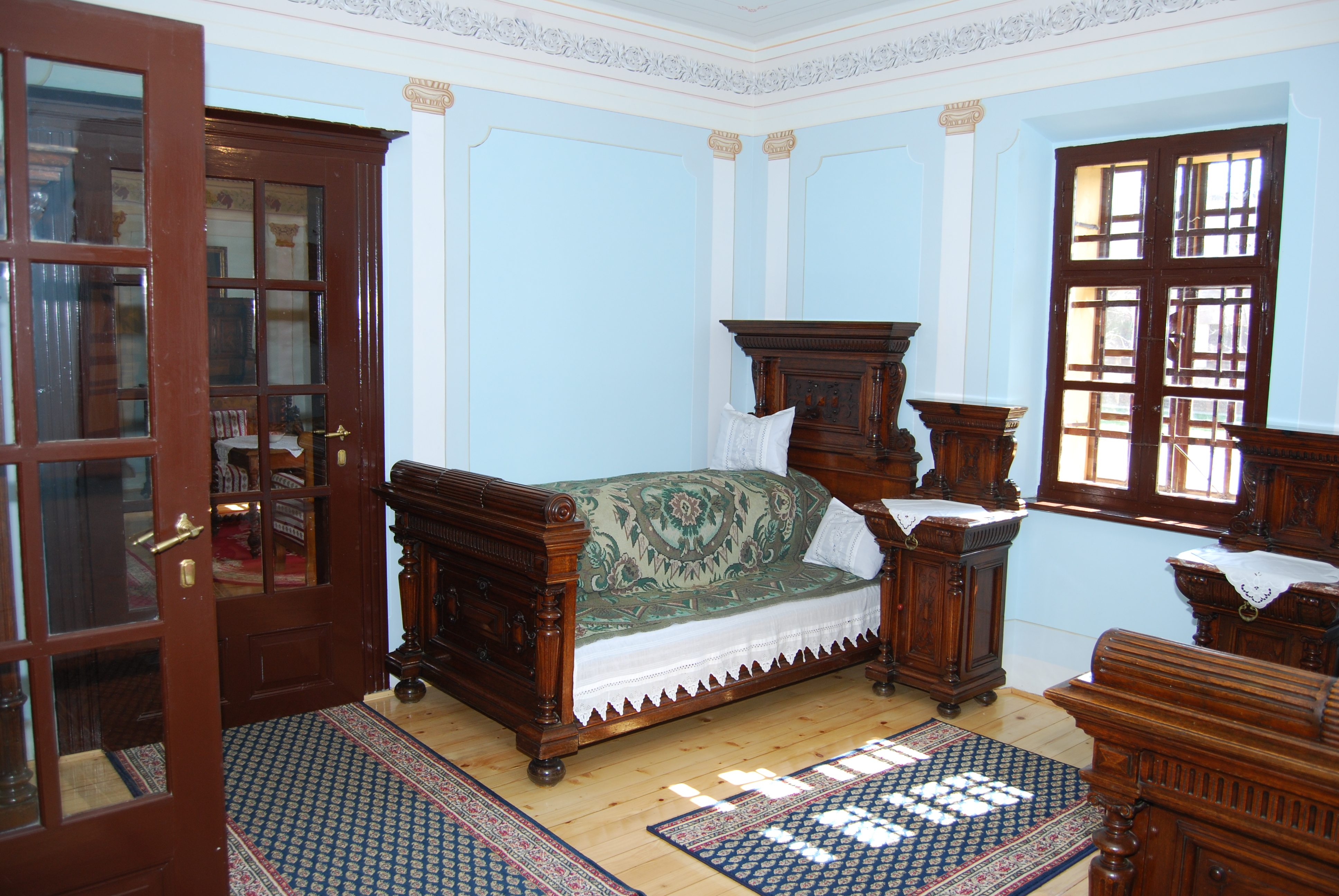
La chambre à coucher.
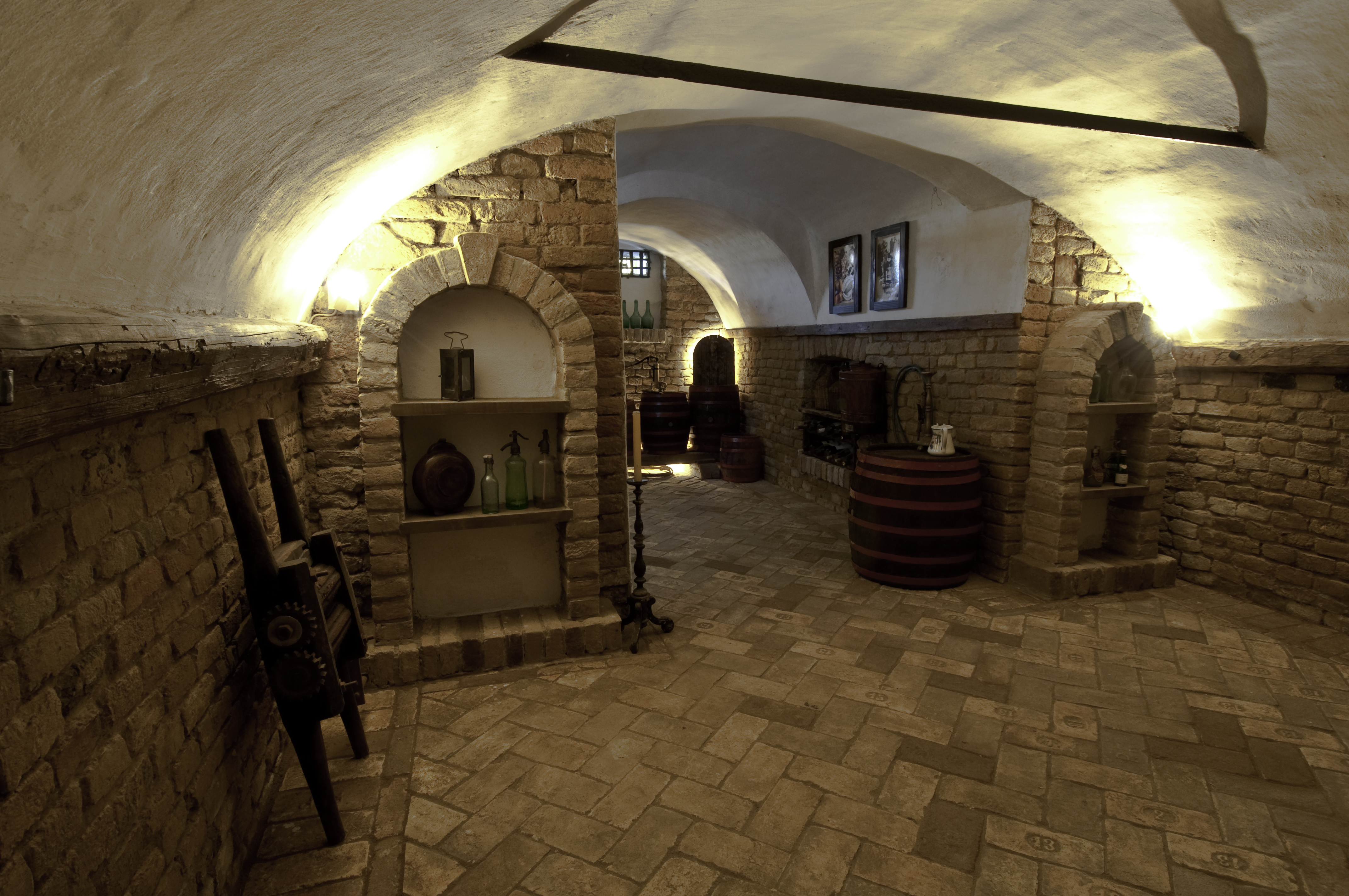
Le sous-sol.

Avec l'église Saint-Jean-Baptiste et un bâtiment municipal à Vranjevo, la maison natale de Vladimir Glavaš restitue l'ambiance de ce quartier au début du XIXe siècle,.
La maison a été restaurée de 2007 à 2009.